# لاسانا ديارا
لاسانا ديارا (بالفرنسية: Lassana Diarra)‏ هو لاعب كرة قدم مسلم، فرنسي الجنسية ذو أصول مالية، من مواليد 10 مارس 1985 في باريس
.

## بداياته ومسيرته الكروية
قصة بداية اللاعب كانت غريبة حيث اللاعب كان غير مرغوب من عدة أندية لقصر قامته وبنيته الضعيفة ولكن بإصراره استطاع أن ينضم إلى فريق الشباب في نادي نانت وكان صغير في العمر ومن ثم انتقل إلى نادي لومان والذي لعب في صفوفه في دوري الدرجة الثانية الفرنسي، حتى بدأ مسيرته الكروية مع نادي لوهافر الفرنسي في عام 2003، ولعب معهم حتى عام 2005، وشارك معهم في 29 مباراة، بدأ مسيرته المهنية كمحترف في نادي تشيلسي ومنذ عام 2005 وهو يلعب معهم عام 2007 حيث انتقل إلى نادي آرسنال الإنجليزي فلازم دكة البدلاء فلم ترق له تلك الوضعية فسمح له آرسين فينغر بالرحيل عن النادي بعد أن كان قد لعب نصف موسم مع المدافعين، وفي موسم الانتقالات الشتوية 2007 - 2008 انتقل إلى نادي بورتسموث بحثا عن الأفضل وفي موسمه الأول تألق بشكل كبير مع نادي الجنوب الندني وأدى تالقه إلى جذب انظار عدة اندية أوروبية كبيرة وفي مقدمتهم نادي ريال مدريد الإسباني الدي نجح بالتعاقد معه في فترة الانتقالات الشتوية لموسم 2008 - 2009 ولمدة 5 مواسم، لكن قبل بداية موسم 2011 - 2012 أصبح اللاعب يرغب في الرحيل عن صفوف النادي الملكي بسبب جلوسه في مقاعد البدلاء مما جعل جوزيه مورينهو يستبعد اللاعب من قائمته وعدم الذهاب مع النادي الملكي في جولته الإعدادية الصيفية، لكن النادي الملكي رفض بيع اللاعب بمبلغ يقل عن 20 مليون يورو وقد كان اللاعب قريب من العودة إلى بريميرليغ من جديد لكن هذه المرة مع فريق لندني آخر وهو نادي توتنهام لكن الصفقة لم تتم بعد عدم قدرة النادي على دفع أجر اللاعب السنوي الذي يصل ل4,6 مليون يورو وهو ماجعل اللاعب يبقى في ريال مدريد وقد كانت عدة أندية أخرى ترغب في ظم ديارا أبرزها إيه سي ميلانولكنه بقي مع ريال مدريد بدا موسم 2011-2012 وهو في مقاعد الاحتياط ولكنه نجح في فرض نفسه في التشكيلة الأساسية لريال مدريد وأصبح أحد ركائز ريال مدريد

## مسيرته مع المنتخب
في 15 مارس 2007 تم استدعاؤه من طرف المدرب ريمون دومينيك للعب مع المنتخب الفرنسي ضد ليتوانيا في تصفيات يورو 2008، ولكن لاسانا لم يشارك مع المنتخب الفرنسي في مونديال 2010 بسبب وعكة صحية، وهي إحدى الأسباب التي أدت إلى تعثر الفريق من الدور الأول

## ألقابه
مع المنتخب :
- بطل دورة تولون - يناير 2005

مع الأندية :

- الدوري الإنجليزي الممتاز - نادي تشيلسي 2005/2004 و 2006/2005
- كأس رابطة الأندية الإنجليزية المحترفة - نادي تشيلسي 2007
- كأس الاتحاد الإنجليزي لكرة القدم - نادي تشيلسي 2007
- كأس رابطة الأندية الإنجليزية المحترفة - نادي تشيلسي 2007
- كأس الاتحاد الإنجليزي لكرة القدم - نادي بورتسموث 2008
- كأس سانتياغو بيرنابيو - ريال مدريد 2009
- كأس ملك إسبانيا - ريال مدريد 2011
- الدوري الإسباني - ريال مدريد 2012
- كأس السوبر الإسباني - ريال مدريد 2012

## روابط خارجية
- لاسانا ديارا على موقع الاتحاد الدولي (مؤرشف)  (الإنجليزية)
- لاسانا ديارا على موقع الاتحاد الأوربي (الإنجليزية)
- لاسانا ديارا على موقع رابطة كرة القدم الفرنسية للمحترفين (الإنجليزية)
- لاسانا ديارا على موقع إي إس بي إن إف سي (الإنجليزية)
- لاسانا ديارا على موقع قاعدة بيانات كرة القدم.إي يو (الإنجليزية)
- لاسانا ديارا على موقع ليكيب (الفرنسية)
- لاسانا ديارا على موقع ناشيونال فوتبول تيمز (الإنجليزية)
- لاسانا ديارا على موقع Soccerbase.com (لاعب) (الإنجليزية)
- لاسانا ديارا على موقع Soccerway.com (الإنجليزية)
- لاسانا ديارا على موقع عالم كرة القدم.نت (الإنجليزية)